# Họ Mua

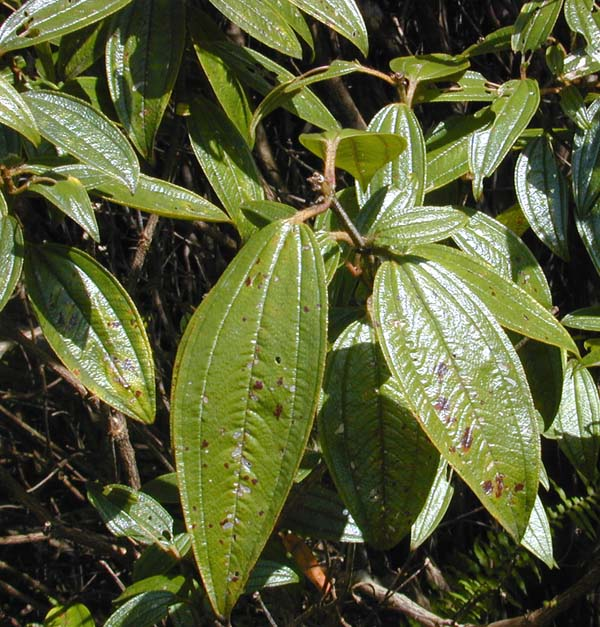
Gân lá đặc trưng của nhiều cây họ Mua.

Họ Mua (danh pháp khoa học: Melastomataceae) là một họ thực vật hai lá mầm tìm thấy chủ yếu ở khu vực nhiệt đới (hai phần ba các chi có nguồn gốc ở vùng nhiệt đới Tân thế giới) bao gồm khoảng 188 chi và 5.005 loài (APG III, khi gộp cả họ Memecylaceae). Các loài cây này là cây thân thảo, cây bụi hay cây thân gỗ nhỏ sống một năm hay lâu năm.
Lá của chúng tương đối đặc biệt, mọc đối, chéo chữ thập, và thông thường với 3-7 gân lá dọc hoặc là phát sinh từ phần gốc phiến lá, các gân lá bên trong rẽ ra ở phía trên phần gốc phiến lá hoặc gân lá hình lông chim với ba hoặc nhiều hơn các cặp gân chính rẽ ra từ đoạn giữa gân ở các điểm kế tiếp phía trên phần gốc phiến lá.
Hoa lưỡng tính, được sinh ra hoặc là đơn, hoặc ở đoạn cuối hay ở nách lá, tạo thành cụm hoa xim hình chùy.
Một số loài trong họ Mua bị coi là các loài xâm hại khi chúng đã thích nghi với môi trường sinh sống mới bên ngoài phạm vi phân bổ tự nhiên của chúng. Ví dụ Miconia calvescens. 